# Alberto Carlos Aprá
Alberto Carlos Aprá (26 de agosto de 1871 — Lisboa, 6 de outubro de 1952) foi um oficial general da Armada Portuguesa que se notabilizou como um prolífico tradutor, especialmente de obras sobre temas  militares e romances policiais, e escritor. Foi o primeiro presidente da Câmara Municipal do Lobito, onde era ao tempo capitão do porto. Terminou a sua carreira naval no posto de contra-almirante. Foi maçon da Loja da Madrugada.

## Biografia
Alistou-se na Armada em novembro de 1888, como aspirante, vindo, em coroamento da sua larga e brilhante carreira, a ascender ao posto de contra-almirante em agosto de 1933, no qual passou à reforma oito anos depois. 
Durante a Grande Guerra comandou o cruzador auxiliar NRP Pedro Nunes, onde foram transportados para França muitos contingentes de tropas. Comandou também outras unidàdes navais e foi chefe do Departamento Marítimo do Centro, cargo em que muito pugnou pelos interesses do Algarve, sobretudo no respeitante ao problema da pesca.
Foi, ainda, director da Marinha Mercante e deu, no Ultramar, onde esteve durante vinte e cinco anos, relevantes provas do seu tacto admírristrativo, no exercício de diversos cargos, entre os quais os de governador da Guiné Portuguesa e intendente do Lobito. 
No posto de primeiro-tenente foi nomeado como capitão do porto do Lobito em 26 de outubro de 1912. Quando a primeira câmara municipal do Lobito e Catumbela foi empossada, a 3 de ajneiro de 1914, foi o seu presidente, em acumulação com o cargo de capitão do porto. Nestas últimas funções foi um dedicado auxiliar do alto-comissário general Norton de Matos, no estudo e lançamento das bases para a construção do porto do Lobito. 
O contra-almirante Aprá colaborou em vários jornais, ocupando-se com grande proficiêncía de assuntos relativos à Marinha de Guerra, e publicou, também, várias obras, entre elas A Libertação da Europa, e, em colaboração com o coronel Alexandre de Morais e o dr. Macedo Mendes, A Campanha da Polónia e A Campanha da Finlândia. Traduziu do inglês A teia de aranha vermelha, obra acerca da espionagem russa no Canadá.
Desempenhou numerosas e importantes comissões de serviço, merecendo, por isso, mui honrosos louvores. Foi condecorado com o grau de cavaleiro da Ordem da Torre e Espada a 4 de julho de 1894, com palma dourada em 1927, e com o grau de grande-oficial da Ordem Militar de Avis a 18 de junho de 1932. Foi feito oficial da Ordem da Estrela Negra em 24 de maio de 1932.
Quando faleceu, a imprensa consagrou devidamente a memória do contra-almirante Alberto Aprá. Por exemplo, O Século escreveu, ao lado do retrato do falecido, «... faleceu o sr. Contra-almirante Alberto Carlos Aprá, oficial dos mais distintos da nossa Marinha de Guerra». 